# NGC 2744
NGC 2744 is een balkspiraalstelsel in het sterrenbeeld Kreeft. Het hemelobject werd op 21 maart 1784 ontdekt door de Duits-Britse astronoom William Herschel. Het bevindt zich in de buurt van NGC 2744A.

## Synoniemen
- UGC 4757
- MCG 3-23-31
- ZWG 90.65
- VV 612
- IRAS09018+1839
- PGC 25480